# Can Zam (métro de Barcelone)
Can Zam est le terminus nord de la ligne 9 du Métro de Barcelone. Elle est située à Santa Coloma de Gramenet dans le Comarque de Barcelonès, en Catalogne.
Station terminus des Transports Metropolitans de Barcelona (TMB), elle est desservie suivant les horaires applicables sur l'ensemble du réseau.

## Situation sur le réseau
Établie en souterrain, la station Can Zam est le terminus nord de la ligne 9 du métro de Barcelone, après la station Singuerlín, en direction de La Sagrera.

## Histoire
La station est mise en service le 13 décembre 2009, lors de l'ouverture à l'exploitation du tronçon jusqu'à Can Peixauet.

## Services aux voyageurs

### Desserte
Can Zam est desservie par les rames de la ligne, L9, les horaires et tarifs sont identiques sur l'ensemble des lignes du réseau Métro de Barcelone (Voir sur la page du réseau)